# Saint John (Barbados)
Saint John, een van de elf parishes van Barbados, bevindt zich op het oostelijke deel van het eiland. Hier staat een van de middelbare scholen op het eiland, The Lodge School. De districten  Ashford en Kendal liggen ook in de parish. Hier ligt ook de Saint John's Parish Church, waaruit je zicht hebt op de Atlantische Oceaan. De grootste plaats is Four Roads.
Christ Church · Saint Andrew · Saint George · Saint James · Saint John · Saint Joseph · Saint Lucy · Saint Michael · Saint Peter · Saint Philip · Saint Thomas